# Омладина ЈАЗАС Нови Сад
Омладина ЈАЗАС Нови Сад је непрофитна, невладина омладинска организација са седиштем у Новом Саду. Основана је 1996. године као иницијатива групе студената са циљем да обележе Светски дан борбе против сиде (1. децембар). Први пут је уписана у регистар удружења СРЈ 24. марта 1999. године.
Реч "ЈАЗАС" у називу представља назив бивше "Југословенске асоцијације за борбу против сиде". 
Поред ове Омладине ЈАЗАС, у Србији постоје и Омладина ЈАЗАС Крагујевац, Омладина ЈАЗАС Пожаревац и Омладина ЈАЗАС-а (Београд), која је правни и практични наследник ЈАЗАС-а.
Некада је постојало чак 11 Омладина ЈАЗАС-а у земљи, које су чврсто сарађивале на заједничким циљевима.

## Циљеви
Неки од циљева организације су:
- Активан рад на пољу превенције ХИВ/сиде, болести зависности, полно преносивих болести и очување репродуктивног здравља младих
- Подстицати младе да активно учествују у друштву
- Развијати сарадњу младих и подстицати њихово учешће у доношењу одлука
- Изграђивати систем информисања младих
- Чувати и унапређивати здравље младих

## Активности
Неки од пројеката Омладине ЈАЗАС Нови Сад су:
- Омладинске новине (Click, click, BOOM!). Прве омладинске новине у Србији.
- Дроп-ин центар за тестирање на ХИВ
- Теренско тестирање на ХИВ
- ПЛХИВ клуб. Клуб за особе које живе са ХИВом (People who live with HIV)
- Вечера са комшијама. Пројекат који промовише мултикултуралност.
- Кондом патрола. Јавна акција дељења кондома вече пред 1. децембар.
- Вршњачке едукације у области полно преносивих инфекција и болести зависности.

## Волонтери
Волонтери и волонтерке су кључни фактор постојања и развоја Омладине ЈАЗАС Нови Сад. Од када постоји Омладина ЈАЗАС Нови Сад се ослања на волонтерске активности.

## Чланство у мрежама удружења
Омладина ЈАЗАС Нови Сад је чланица следећих савеза удружења:
- НАПОР-а (Национална асоцијација практичара и практичарки омладинског рада),
- КОМС-а (Кровна организација младих Србије),
- НОФ-а (Новосадски омладински форум)
- ОПЕНС 2019 (Омладинска престоница Европе Нови Сад 2019).